# Фрідріх Клуґе
Фрідріх Клуґе (нім. Friedrich Kluge; 21 червня 1856, Кельн, Королівство Пруссія — 21 травня 1926, Фрайбург, Байден-Вюртемберг, Німецька Імперія) — був німецьким філологом і педагогом. Відомий етимологічним словником Kluge німецької мови (нім. Etymologisches Wörterbuch der deutschen Sprache), який вперше був опублікований у 1883 році.

## Біографія
Професор німецької та англійської філології в Єні і Фрайбурзі.
Опублікував: «Beiträge zur Geschichte der germ. Konjugation» (Страсбург, 1879); чудовий «Etymol. Wörterbuch der deutschen Sprache» (Страсбург, 1882—1883; 5 вид., 1894); «Stammbildungslehre der altgerman. Dialekte» (Галле, 1886); «Angelsächsisch. Lesebuch» (Галле, 1888), а також популярно написаний нарис з історії німецької мови, під назвою: «Von Luther bis Lessing» (2 вид., Страсбург, 1888).
В «Grundriss der germ. Philologie» Клуґе обробив доісторичний період германських мов та історію англійської мови.